# El Espinar
El Espinar est une commune et une ville espagnole située 65 kilomètres au nord-ouest de la ville de Madrid, sur le versant nord de la chaîne montagneuse Système central.
Elle appartient à la province de Ségovie et à la communauté autonome de Castille-et-León, et est située à moins de 10 kilomètres de la frontière avec la voisine Communauté autonome de Madrid.
Selon le recensement de 2024 (INE), la population de la commune s'élève à 10 145 habitants.
Il y a 460 kilomètres depuis la commune vers la frontière franco-espagnole au Hendaye - Irun par la route  E-05.
Il n'y a pas de transport en commun direct entre El Espinar et quelque part de la France, mais cela est possible par les prochaines gares de Ségovie-Guiomar et Madrid-Chamartín pour aller à Hendaye, et par la gare Madrid-Puerta de Atocha pour aller à Marseille,.

## Toponymie
Le nom de la commune a des ressemblances avec le mot espagnol "espino" et avec le mot latin "spina", ce qui signifié "arbrisseau épineux" en français. En fait, ce genre des plantes sont très communes dans le territoire communal, comme le  l'Aubépine monogyne et le  rosier sauvage. D'autre part, le mot espagnol "pino", ce qui signifie "pin" en français et a des fortes ressemblances avec "espinar", n'est pas lié au nom de la commune malgré l'existence des forêts de pins par le sud et par l'est du territoire communal.

## Histoire
Il y a des documents écrits en concernant El Espinar depuis le XIe siècle, mais le territoire de la commune a été habité depuis l'âge du fer. En septembre 2016 été trouvé l'ancien village romain de Canto Los Hierros sur une montagne voisine située au sud de la ville, juste à 1700 mètres d'altitude. La colonie datant de l'âge du fer couvrait environ soixante-dix hectares et comprenait une centaine de maisons, quelques traces de murs et pas mal d'objets en ferr. Ce genre d'archéologie préhistorique à une telle altitude est considéré comme unique en Europe.
En 1293, a été firmée la charte de commune pour rendre officielle la creation de la ville. La charte de commune a été renouvelée deux fois, en 1317 et en 1368, ce qui a permis El Espinar d'agrandir son territoire communal depuis la montagne El Caloco jusqu'au le col de montagne du Puerto de Los Leones.
Au XVIIe siècle, l'économie et la population ont augmenté en raison de la production de laine de mouton et du remplacement du col de montagne le plus éloigné de La Fuenfría par le plus proche de Los Leones en tant que le meilleur col de montagne pour le trajet routier Madrid - nord-ouest de la péninsule ibérique.
En 1888, le chemin de fer entre Madrid et Segovia a été inauguré, donc, à partir de ce moment-là, moins de temps était nécessaire pour voyager d'El Espinar à Madrid et à Segovia.
Au début du XXe siècle, la ville est devenue de plus en plus célèbre pour les habitants de Madrid comme lieu de vacances d'été tout en évitant les étés plus chauds de Madrid. Au début du 21e siècle, la ville a augmenté sa population alors que de plus en plus de gens de Madrid s'installaient ici pour habiter de façon permanence en tant que navetteurs.

## Géographie, flore et faune

### Géographie
La commune comprend une ville et trois villages. La ville, connu comme El Espinar, où se trouvent la mairie et l'église paroissiale, est la plus importante et la plus peuplée. Les trois villages sont: San Rafael, La Estación de El Espinar et Los Ángeles de San Rafael, auxquelles il faut ajouter les petits hameaux de Gudillos et de Prados.
El Espinar est situé à l'extrême sud de la province de Ségovie. La commune est entourée par les montagnes du Système Central par le nord, l'est et le sud, et seulement le nord-ouest est partiellement ouvert sur l'haut-plateau du nord. L'altitude du territoire de la commune varie de 2169 à 1050 mètres d'altitude sur le niveau de la mer, mais les zones peuplées sont situées entre 1100 et 1200 mètres d'altitude.
Depuis les hauts sommets situées à la limite orientale de la commune, le panorama urbain de Madrid est bien visible quand le ciel est clair, et même aussi l'haut-plateau du sud. Depuis les sommets situées aux limites ouest et nord, il y a une vue sur l'haut plateau du nord. La commune est située dans la haute vallée de Moros, de sorte que la rivière Moros est un affluent de l'Eresma, puis l'Eresma est un affluent du Duero.
Une petite partie au nord-est du territoire communale est dans le Parc national de la Sierra de Guadarrama.
Meme aussi, la plupart de l'ouest communale, ce qui est connu comme Campo Azálvaro, est dans une zps pour oiseaux.

### Flore et faune
La flore est de genre méditerranéen montagneuse, mais certains arbres décidues couvrent également certaines zones du territoire communal d'El Espinar.
Les montagnes vers le sud et vers l'est sont particulièrement boisées principalement par Pinus Sylvestris, tandis que les montagnes vers le nord et vers l'ouest sont moins boisées par Chêne vert et par les prairies. Les montagnes au-dessus de 1900 mètres sont boisées par des formations arbustives car l'hiver est rude et long, tandis que l'été est court et sec, ce qui empêche presque tout type de grands arbres.
D'autre part, dessous 1200 metres, il y a des forêts étroites de Peuplier blanc situées près des nombreux ruisseaux qui irriguent la commune.
Les animaux qui habitent la commune sont nombreux : Des sangliers, des chevreuils, des blaireaux, des mustélidés, des renards, l'Aigle botté, la Cigogne blanche, l'Aigle royal, le Vautour moine, le Hibou grand-duc, etc.
Le papillon Isabelle est endémique des forêts de pin de la commune et est protégée par la Convention de Berne.

## Climat
El Espinar a un climat méditerranéen dégradé par la forte continentalité en raison de sa situation au centre de la péninsule ibérique, et il est également influencé par sa haute altitude sous le niveau de la mer.
L'été est chaud mais pas lourd du tout, à l'exception de quelques jours où les vagues de chaleur venant d'Afrique du Nord frappent le centre de la péninsule ibérique. L'été est la saison la plus sèche, car seuls quelques orages peuvent apporter de la pluie. Les orages se produisent généralement en début d'après-midi, mais les orages pendant les chaudes nuits d'été ne sont pas rares du tout. Mai et juin sont généralement les mois les plus orageux de l'année, tandis que janvier et février sont les moins orageux.
L'automne et puis le printemps sont les saisons les plus pluvieuses, tandis que le fin de l'hiver est un peu plus sec. Des chutes de neige peuvent survenir de la fin novembre à la mi-avril, et de fortes chutes de neige avec une épaisseur de neige allant jusqu'à 40 centimètres ou plus pendant un jour se produisent habituellement une fois chaque trois ou quatre ans. Les précipitations moyennes annuelles varient de 700 à 900 mm, mais ont tendance à être irrégulières et des sécheresses sévères s'étendant au-delà des mois d'été ne sont pas inconnues.
Juillet et août sont les mois les plus chauds avec une température maximale moyenne de 28°C et une minimale moyenne de 13°C ; janvier est le mois le plus froid avec une maximale moyenne de 6º C et une minimale moyenne de -1º C. Pendant les épisodes de grand froid, le record de froid peut descendre jusqu'à -15º C; en revanche, pendant les fortes canicules, le record de chaleur peut atteindre 36°C.
| Mois                     | jan. | fév. | mars | avril | mai  | juin | jui. | août | sep. | oct. | nov. | déc. | année |
| ------------------------ | ---- | ---- | ---- | ----- | ---- | ---- | ---- | ---- | ---- | ---- | ---- | ---- | ----- |
| Température moyenne (°C) | 2,6  | 3,6  | 6    | 7,7   | 11,9 | 16,2 | 19,5 | 19,6 | 15,5 | 11,2 | 5,9  | 3,9  | 10,3  |
| Précipitations (mm)      | 66   | 54,4 | 58,9 | 67,5  | 66,5 | 34,5 | 17,5 | 18,4 | 37,7 | 82,9 | 94,7 | 78,4 | 677,4 |

## Voies de communication et transports

### Routes

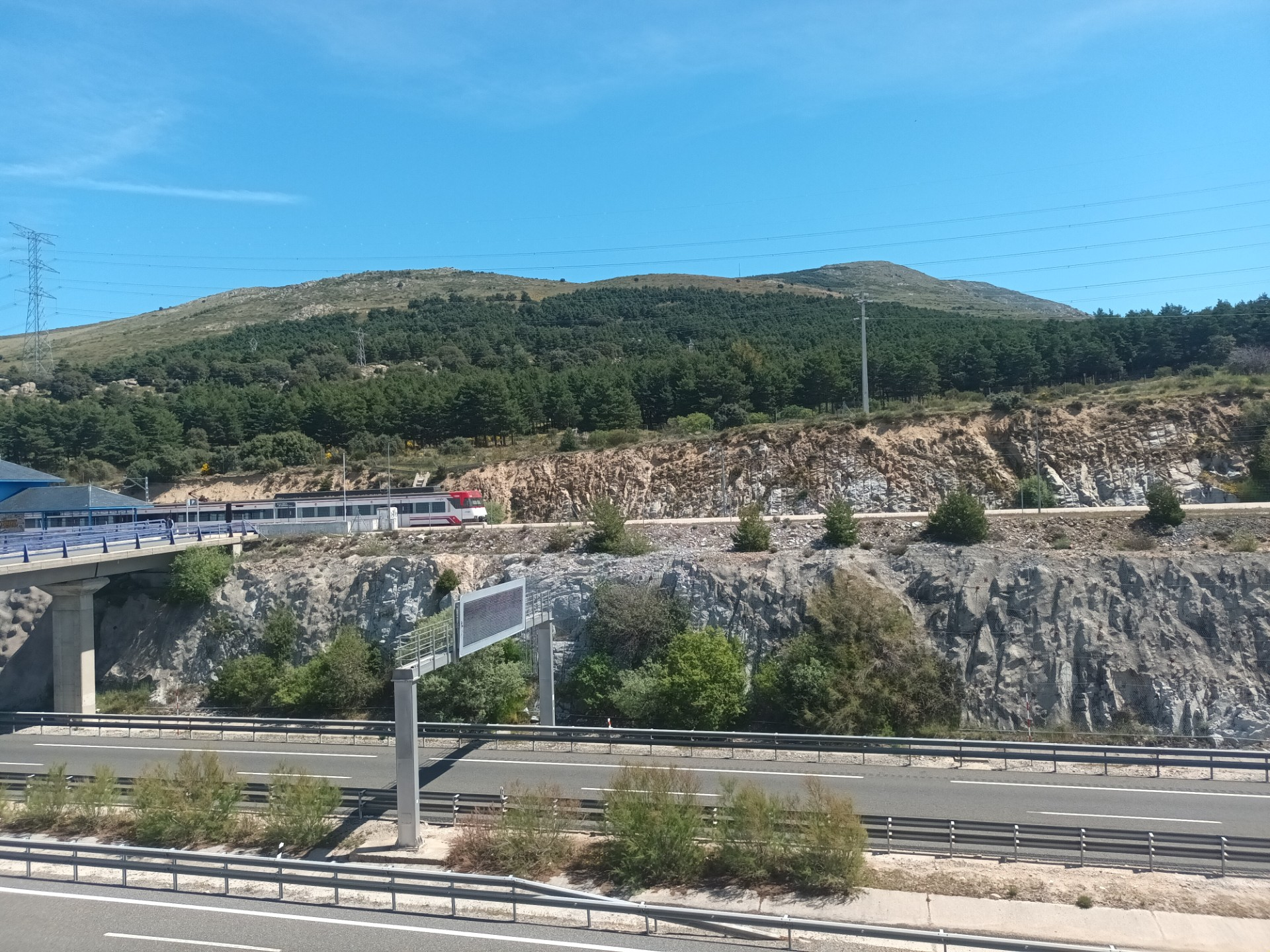
L'autoroute AP-61 et la halte de Los Ángeles de San Rafael.

Il y a deux autoroutes à péage et deux routes nationales qui desservent le territoire communal, donc les autoroutes AP-6 et AP-61 et les routes nationales N-6 et N-603.
L'AP-6 est l'autoroute qui relie Madrid à l'extrême nord-ouest de l'Espagne jusqu'à La Coruña sur plus de 500 kilomètres, bien que son péage ne s'applique qu'entre le tunnel du Guadarrama et Adanero (environ 35 kilomètres).
L'AP-61 est le lien entre El Espinar et Segovia par 33 kilomètres.
La route N-6 est l'itinéraire alternatif pour éviter le péage de l'AP-6 pour éviter le péage, et la route N-603 est utile aussi pour éviter le péage de l'AP-61. Il est prevu que la concession des deux autoroutes arrivera à expiration en novembre 2029.

### Chemin de fer
La commune d'El Espinar est desservie par le chemin de fer conventionnel entre Madrid et Segovia, non par celui à grande vitesse espagnole. Le chemin de fer a trois haltes et une gare sur le territoire de la commune d'El Espinar, donc ordonnés du sud-est au nord-ouest, il y a les haltes de Gudillos et de San Rafael, la gare d'Estación de El Espinar et  la halte de Los Ángeles de San Rafael.
La mairie a demandé plusieurs fois d'inclure le chemin de fer à travers la commune dans le réseau de transports en commun de la région de Madrid, mais cela n'a pas été encore fait. Cependant, ce chemin de fer fonctionne "de facto" comme n'importe quel autre chemin de fer de l'agglomération madrilène, car les trains et l'infrastructure sont les mêmes.

### L'autobus

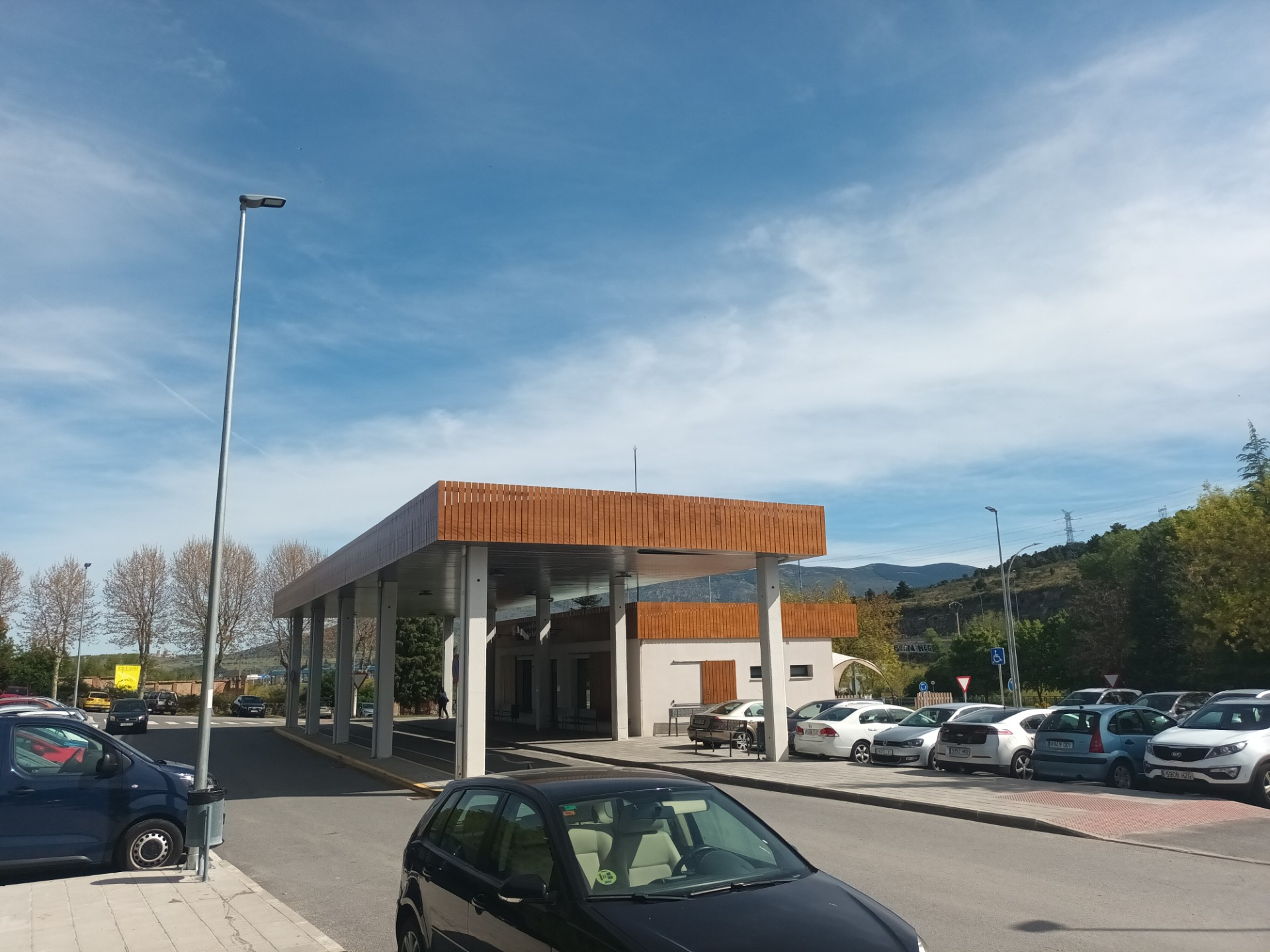
La gare d'autobus de San Rafael.

Il y a un bus municipal qui relie les quatre noyaux de la commune, souvent appelé comme La Carrula par le langage quotidien. Ainsi, il existe deux lignes de bus utilisées pour relier la commune à Segovia et au pôle d'échanges intermodales de Moncloa qui sont géres par Avanza. Pour aller depuis le pôle d'échanges de Moncloa vers El Espinar on doit ensuite se diriger vers les quais 8 et 9 dans le secteur 1 des autobus interurbains. Les lignes d'Avanza fonctionnent généralement comme des bus directs depuis la commune vers Segovia et vers Madrid-Moncloa sans arrêts, mais autres fois font leur trajet en s'arrêtant dans toutes les villes et villages intermédiaires.

## Manifestations culturelles et festivités
Les festivités patronales du Cristo del Caloco au début de septembre et celles de mi-août sont las plus célèbres d'El Espinar comme le principal noyau de la commune, mais les autres trois noyaux célèbrent respectivement leurs festivités. San Rafael les célèbre à la fin de juillet, La Estación de Espinar à la mi-juillet et Los Ángeles de San Rafael les célèbrent à la fin août.
Il y a d'autres manifestations culturelles:
- La festivité des Gabarreros comprend l'abattage d'un pin sur la place principale des noyaux d'El Espinar et de San Rafael. Cet événement historique est en l'honneur des travailleurs forestiers que se rendaient dans les forêts de pins voisines pour choisir sélectivement, abattre et couper les pins matures, puis les transporter à dos d'âne[17].

- La Saint Patrick est également célébrée en mars depuis 2018, mais, contrairement à ce qui se passe en l'Irlande, ici ce n'est pas un événement religieux.

- Le lieu des Vikings se tient chaque avril. Il s'agit d'une reconstitution moderne viking avec de nombreuses expositions et activités amusantes à l'extérieur[18].

- Aussi, il y a une salle de spectacle où tous types de concerts et de performances ont lieu presque chaque week-end. C'est ainsi la plus grande salle de la province de Ségovie et peut accueillir environ 400 personnes assises.

## Sport
Le football, le football en salle, le basketball, le hand-ball, le cyclisme, les sports équestres et le golf sont habituellement pratiqués, mais le football, masculin et féminin, est le sport le plus célèbre là. La randonnée est également une pratique écoresponsable, et il y a de nombreux sentiers de randonnée dans le territoire communal.
Tous les mois de juillet depuis 1986,  l'Open Castilla y León se joue ici sur surface dur et en extérieur.
De plus, il y a un parcours de golf rustique de neuf trous qui est situé vers Campo Azálvaro. Parfois, en particulier pendant l'été, l'Atlético Madrid a l'habitude de s'entraîner dans le quartier de Los Ángeles de San Rafael, l'un des quatre noyaux urbaines de la commune.
Il y a une piscine naturelle dans la rivière Moros située au milieu de la forêt de pins près du noyau nommé Estación de El Espinar; il y a même aussi deux autres piscines extérieures urbaines et une piscine intérieure avec de salle de sport et de sauna.

## Économie
El Espinar a tenu un rôle prépondérant pendant l'antiquité avec l'exploitation forestière et la préparation de la laine de mouton, bien que depuis le milieu du XXe siècle, la plupart des gens travaillent dans le secteur tertiaire. Les industries alimentaires et de l'aluminium sont vraiment importants dans l'économie d'El Espinar depuis la fin du XXe siècle.

## Démographie
La population est restée autour de 5 000 habitants pendant la seconde moitié du XXe siècle, mais de 1997 à 2012, il y a eu une croissance démographique vraiment notable, atteignant les 9 000 habitants. De 2012 à 2017, il y a eu une phase de stagnation, mais depuis 2017, la tendance démographique positive s'est à nouveau manifestée.
| Année | Population |
| ----- | ---------- |
| 1860  | 1 989      |
| 1900  | 2 087      |
| 1910  | 2 603      |
| 1920  | 3 006      |
| 1930  | 3 693      |
| 1940  | 3 744      |
| 1950  | 4 525      |
| 1960  | 4 772      |
| 1970  | 5 069      |
| 1981  | 4 968      |
| 1991  | 5 079      |
| 2001  | 6 293      |
| 2011  | 9 749      |
| 2021  | 9 476      |
| 2022  | 9 662      |
| 2023  | 9 814      |
| 2024  | 10 143     |

## Politique et administration
La communne d'El Espinar est membre de la province de Segovia et du district judiciaire de la ville de Segovia. La commune dépend de la circonscription de la province de Segovia pour les élections législatives et autonomiques, mais il dépend de la circonscription de la commune pour les élections municipales et de la circonscription unique espagnole pour les élections européennes.
Il y avait 11 maires depuis le virage démocratique effectué en Espagne en 1979. Les électeurs votent plutôt pour la droite, mais les candidats de gauche ont été élus quatre fois depuis 1979.

## Sites et patrimoine
Les lieux les plus remarquables de la commune sont l'église de San Eutropio, l'église de San Rafael Arcángel, la place de La Constitución et la place de La Corredera.

## Personnalités liées à la commune
- La militante communiste Irene Falcón y est morte en 1999[24].

## Galerie

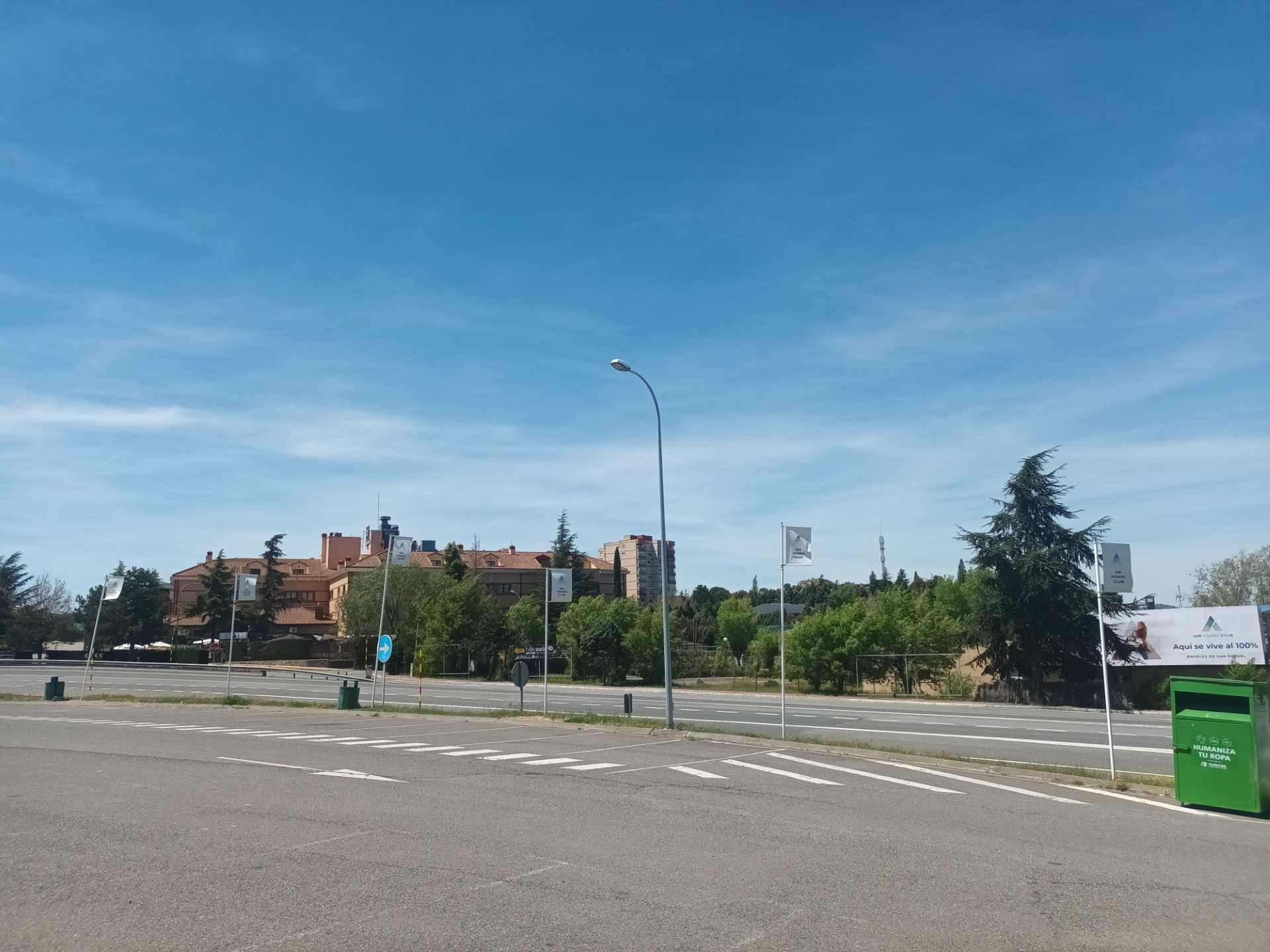
Los Ángeles de San Rafael depuis la station-service.
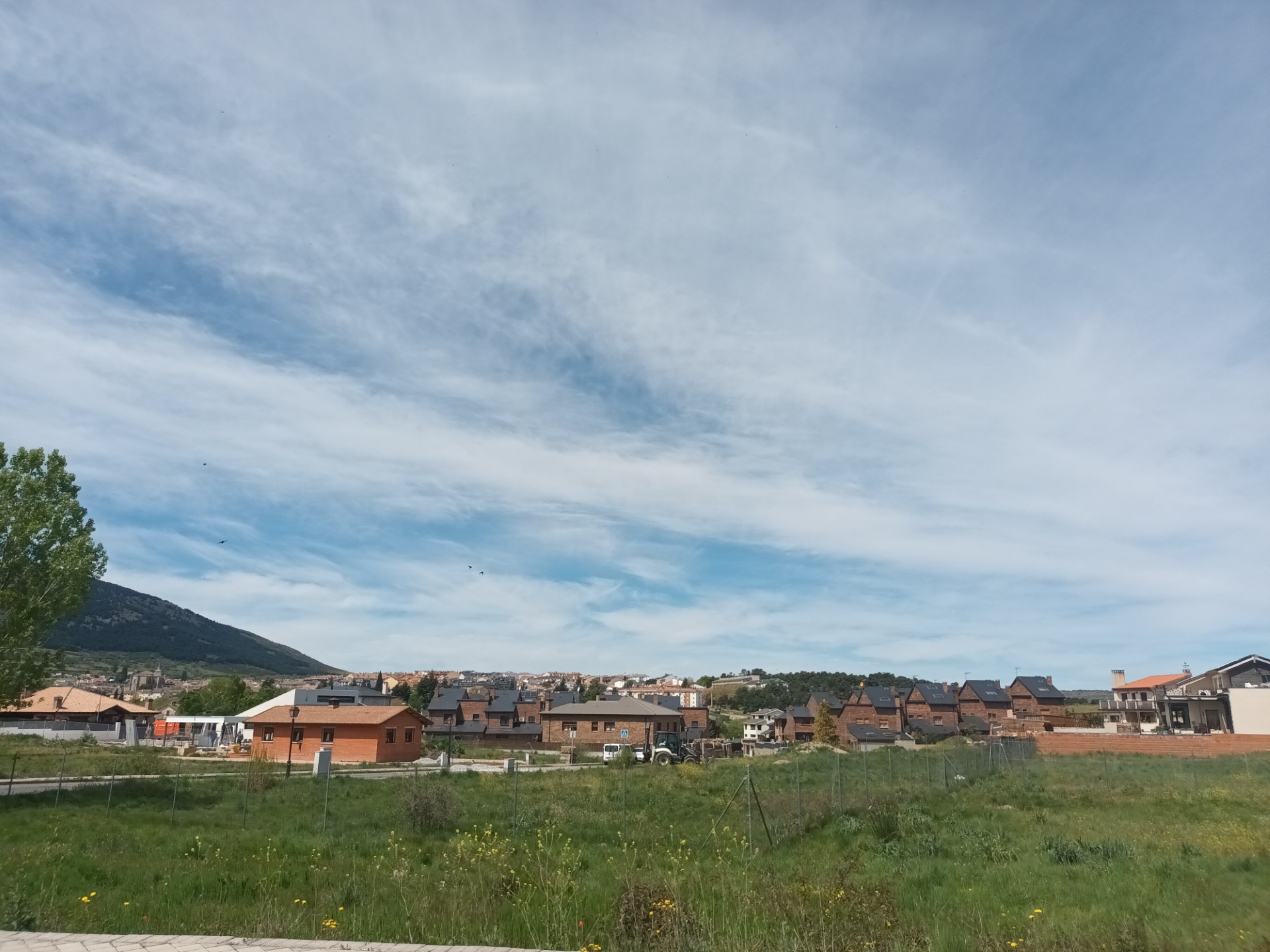
El Espinar vue depuis l'est.
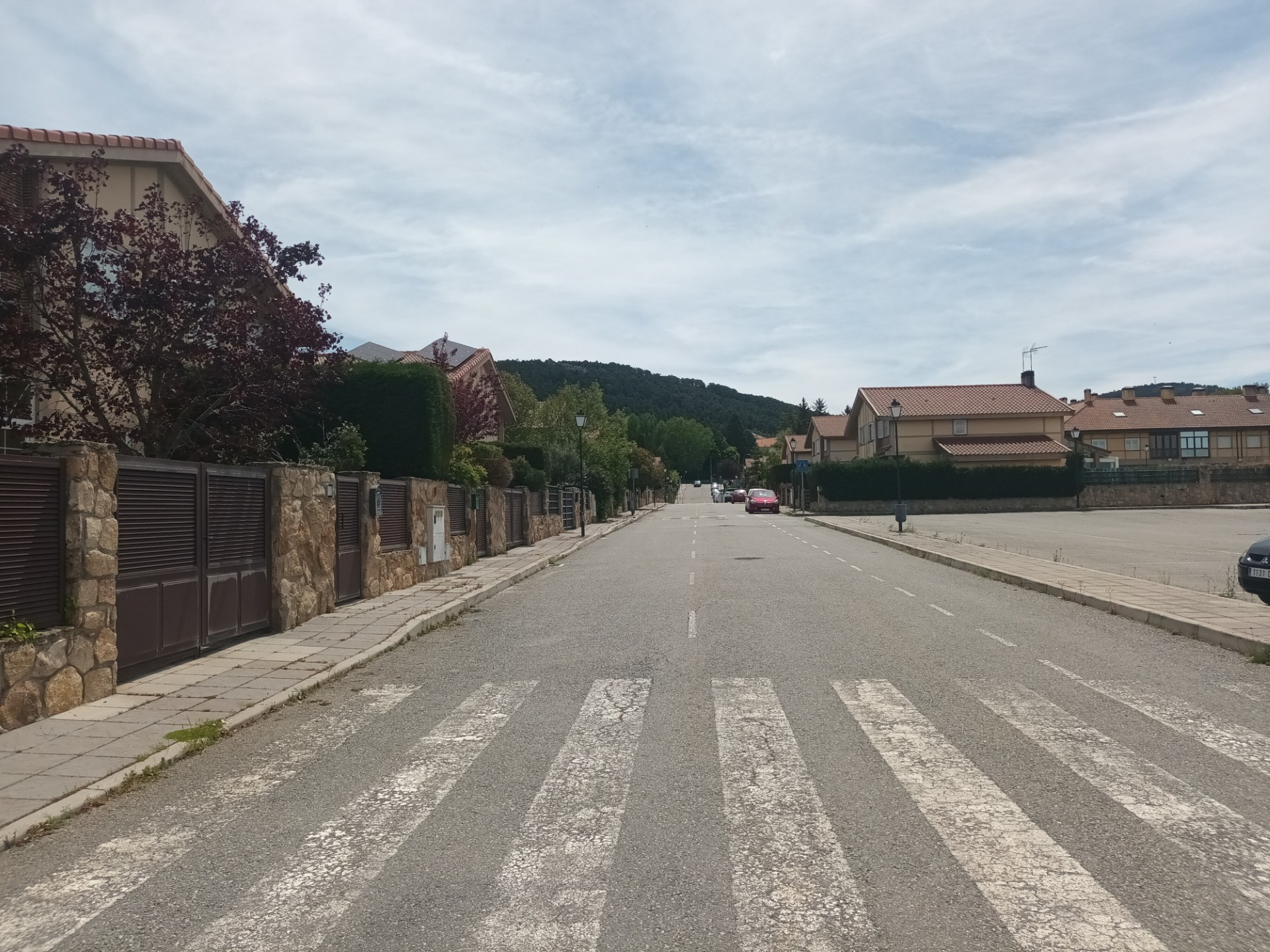
Une rue à La Estación de El Espinar.
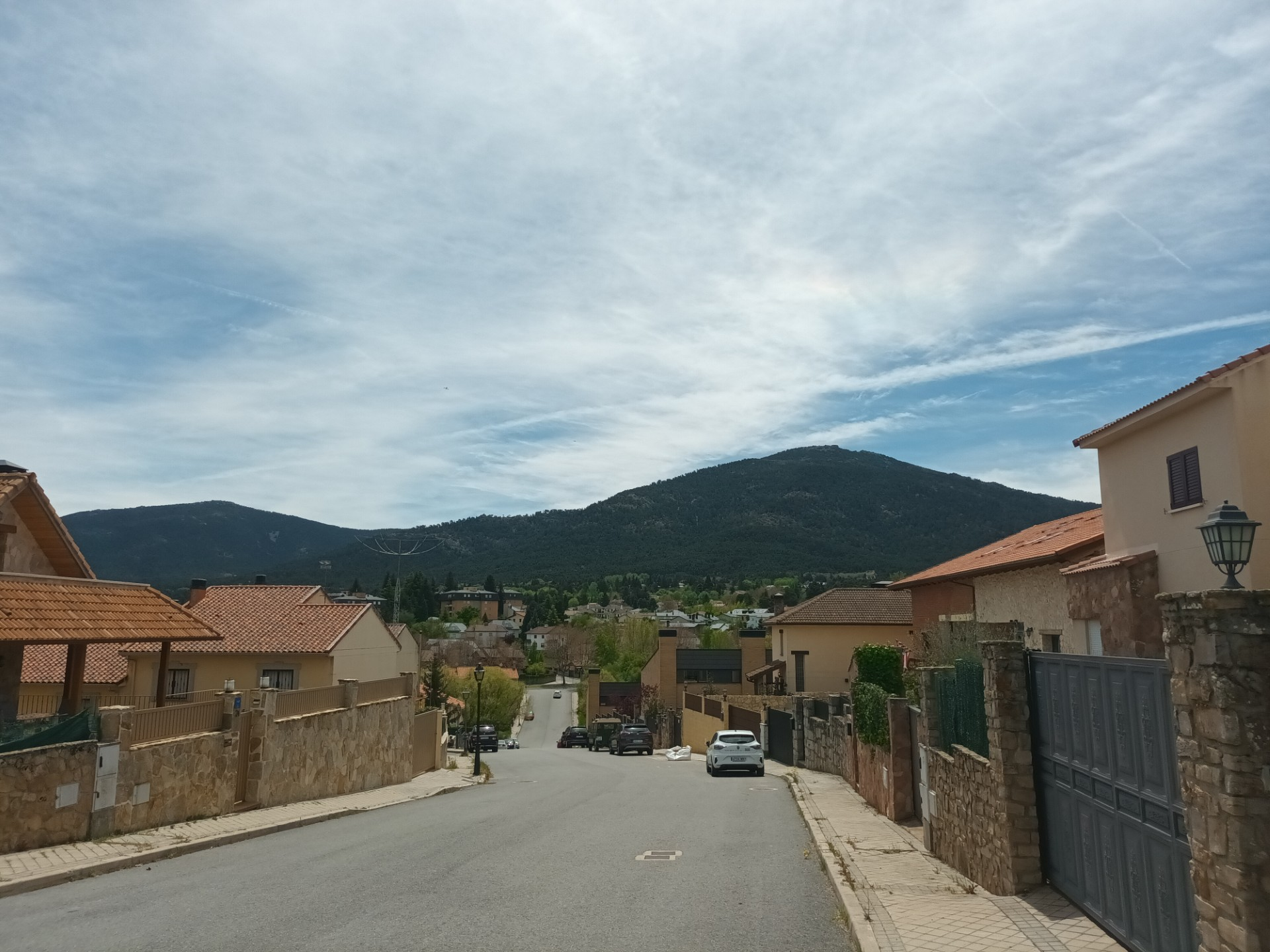
San Rafael et les montagnes de Cueva Valiente (à droite) et Cabeza Líjar (à gauche) depuis le quartier de El Tomillar.
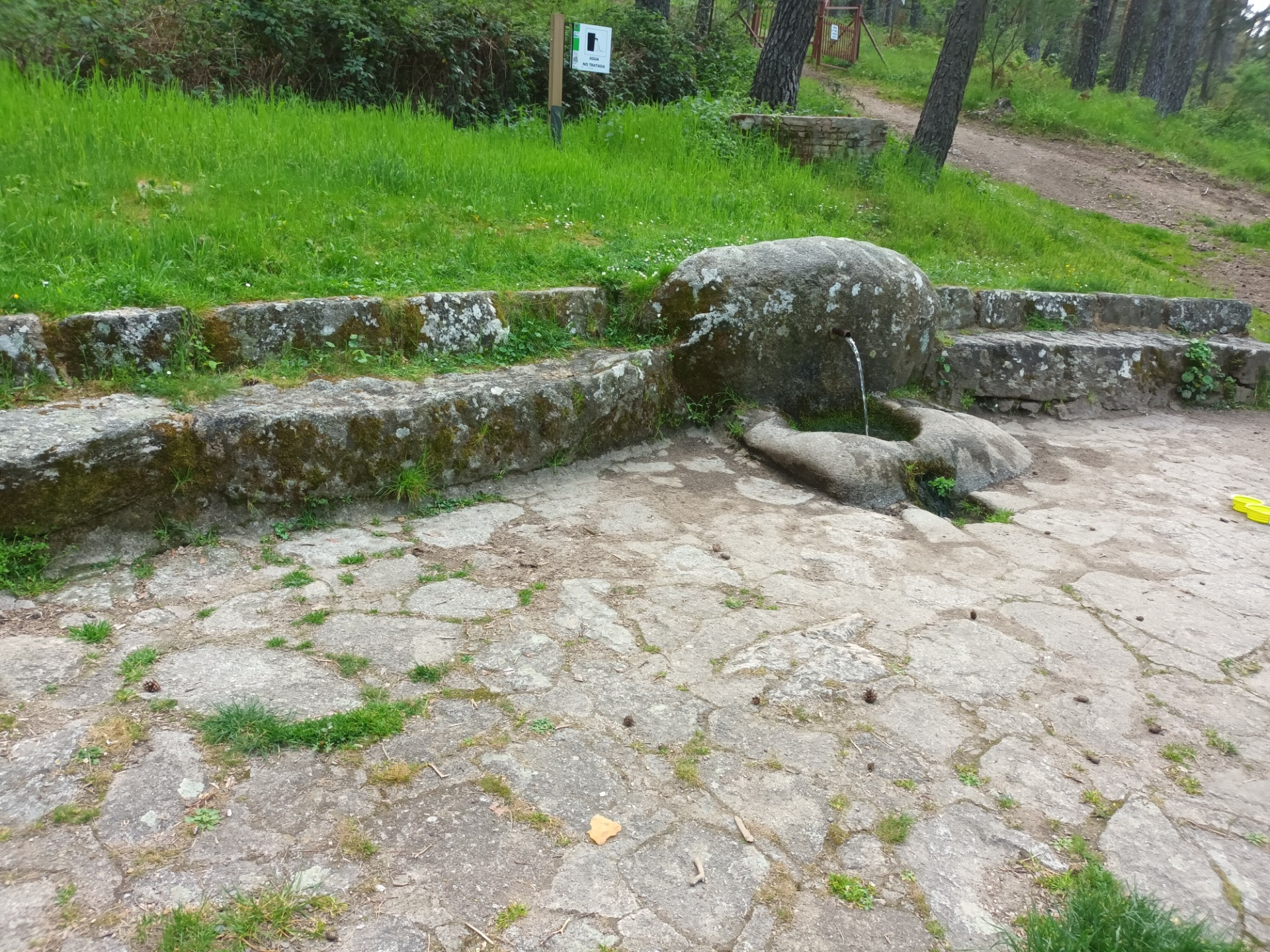
La fontaine de La Yedra au sud de San Rafael.
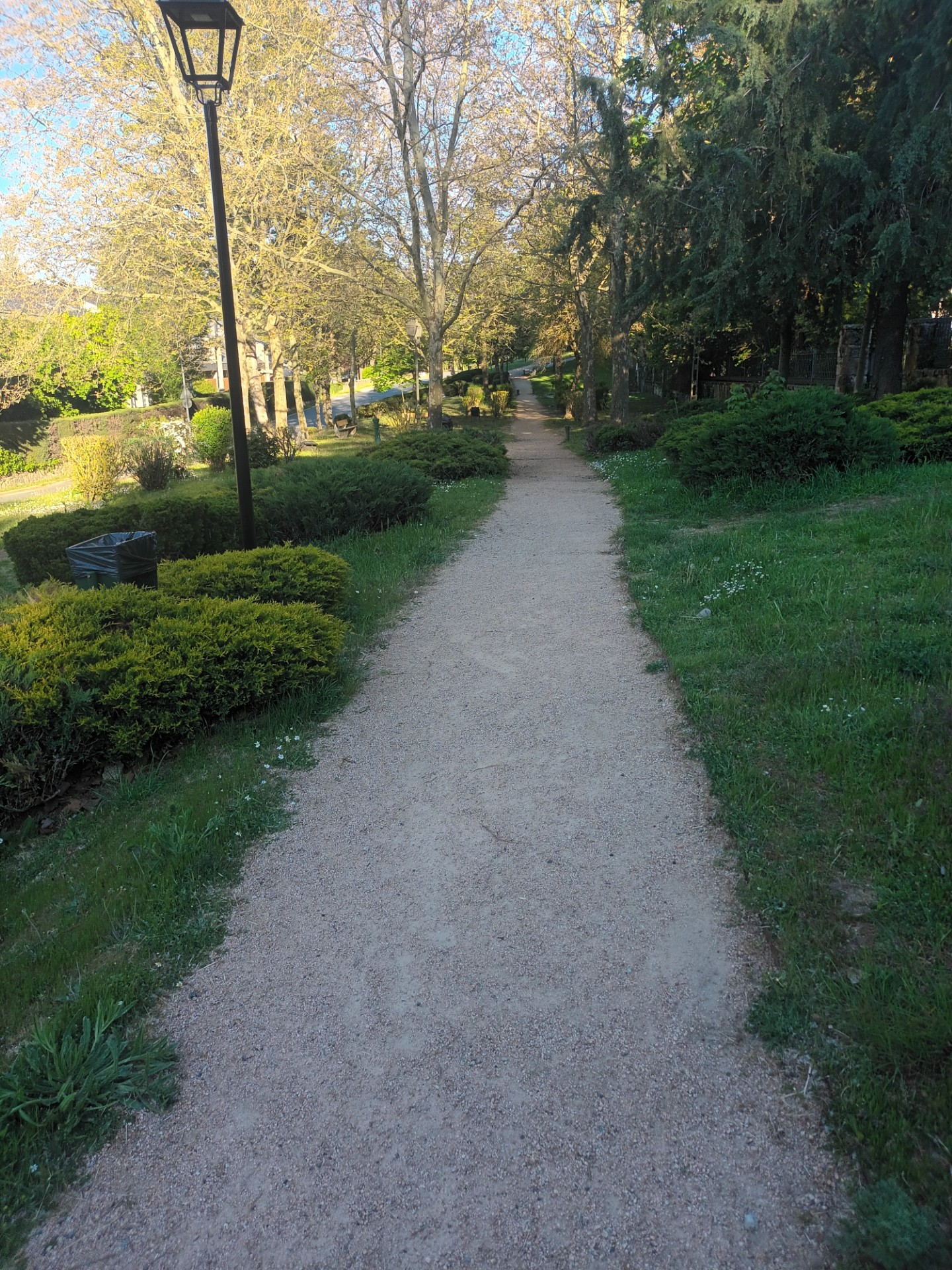
Le parc de El Cordel à San Rafael.
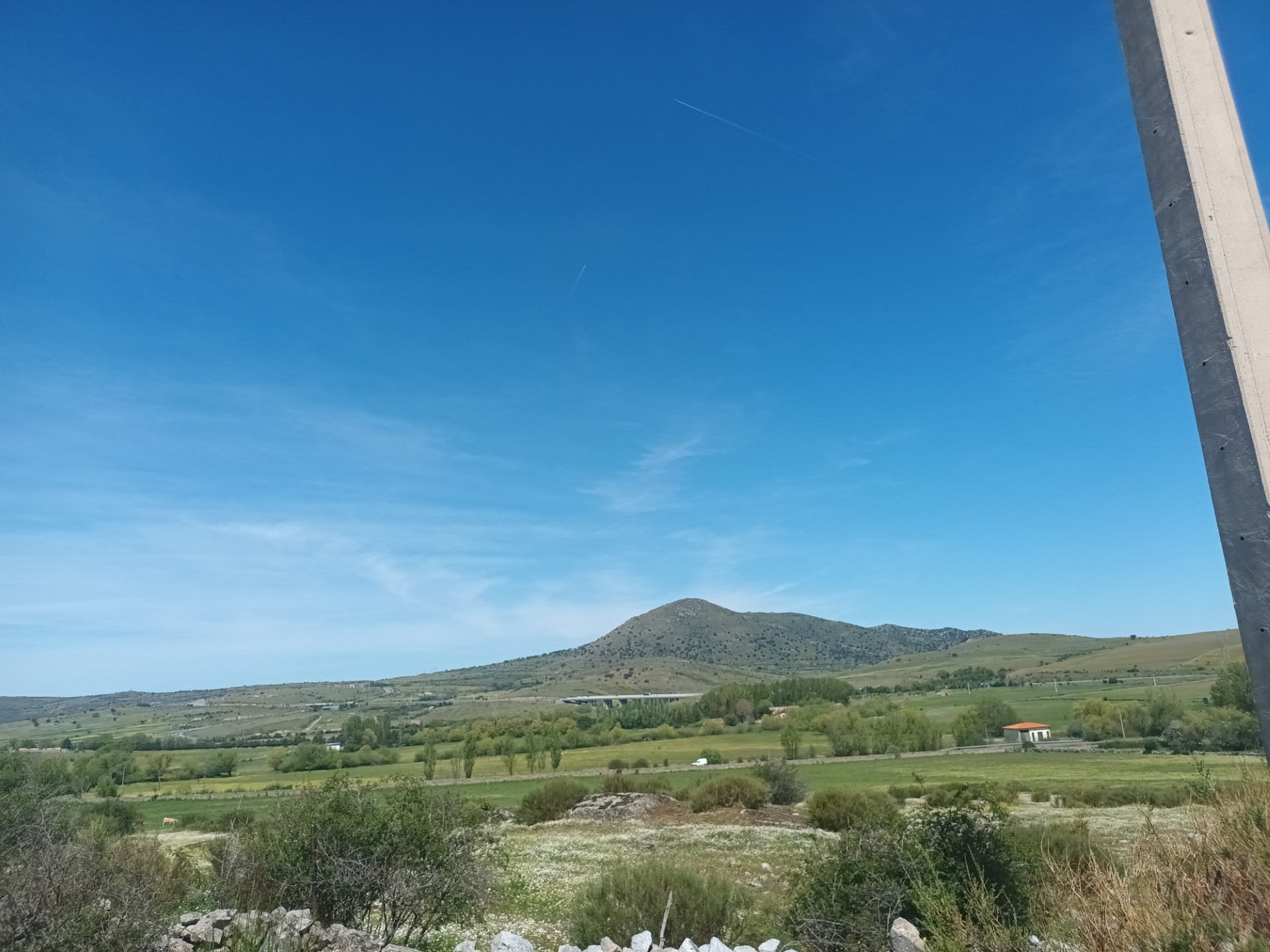
La montagne d'El Caloco depuis le sud-est.
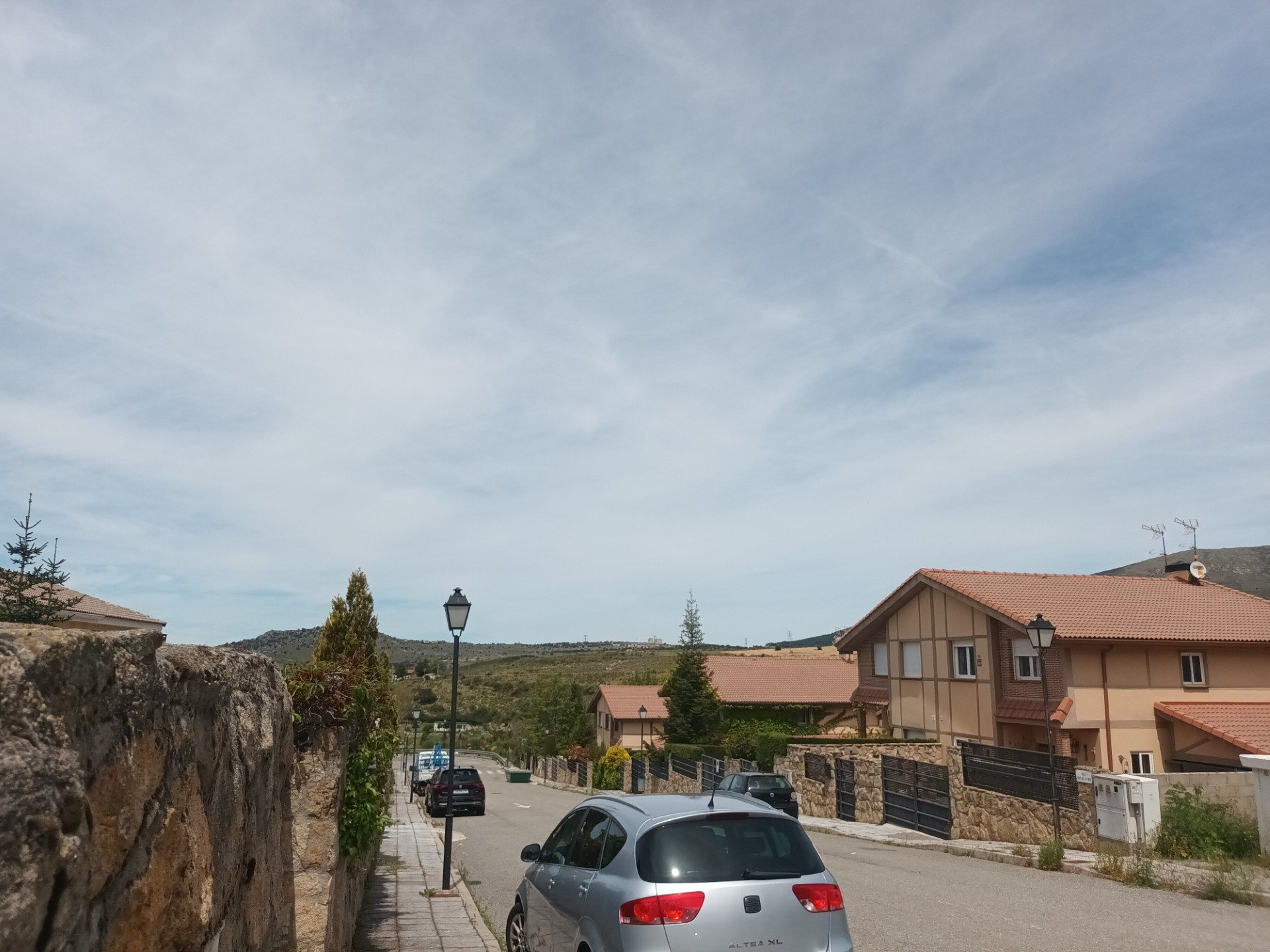
Vue panoramique éloignée des petites grate-ciels de Los Ángeles de San Rafael depuis La Estación de El Espinar.